# Heiligtumsfahrt Kornelimünster

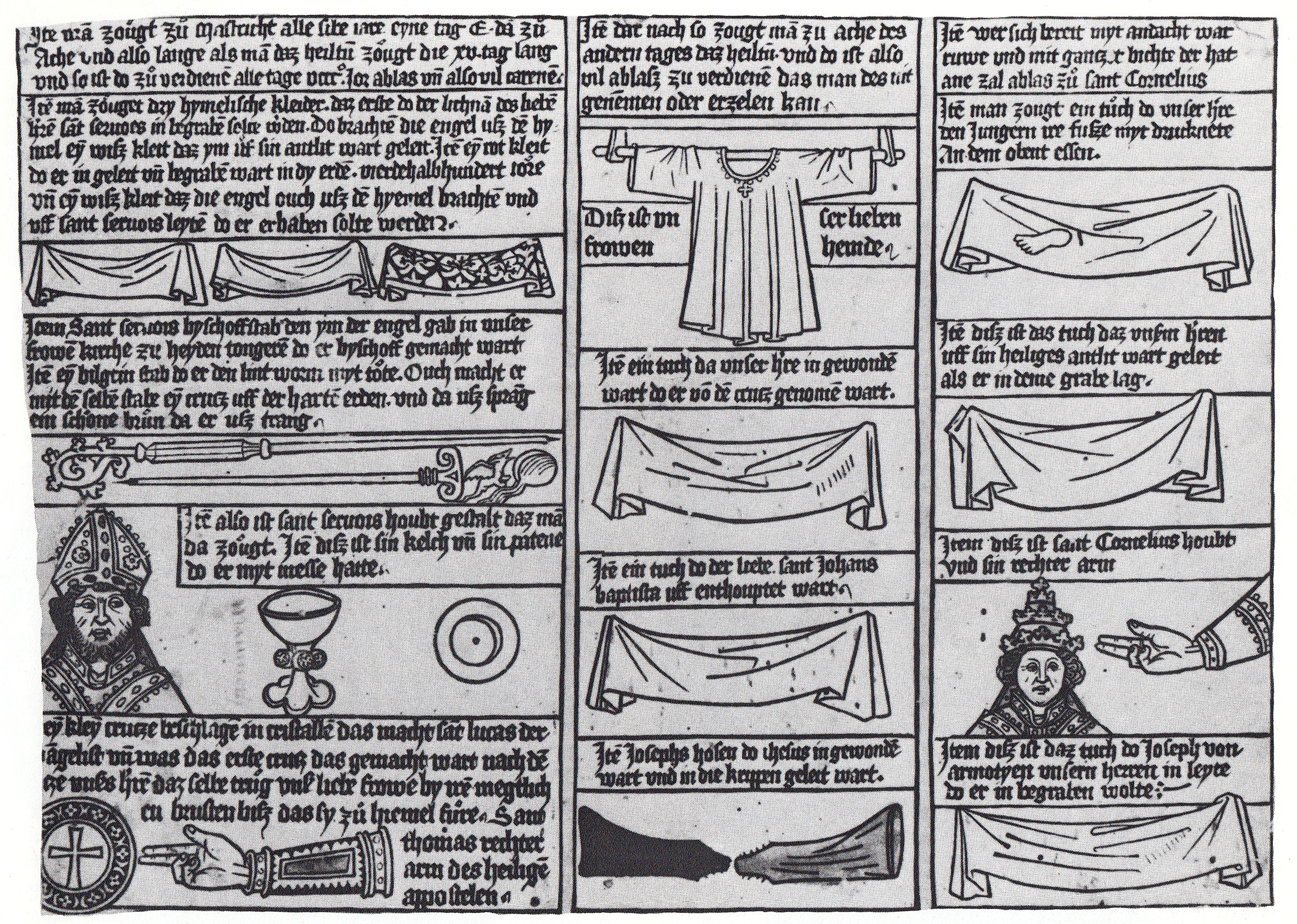
Pilger-Souvenir für die Heiligtums-fahrten von Maastricht, Aachen und Kornelimünster (rechts), gedruckt in Mainz oder am Mittelrhein 1468(?)

Die Heiligtumsfahrt Kornelimünster steht in engem Zusammenhang zu den Heiligtumsfahrten Aachen, Maastricht und Mönchengladbach und findet in einem siebenjährlichen Rhythmus statt.

## Das Benediktinerkloster in Kornelimünster

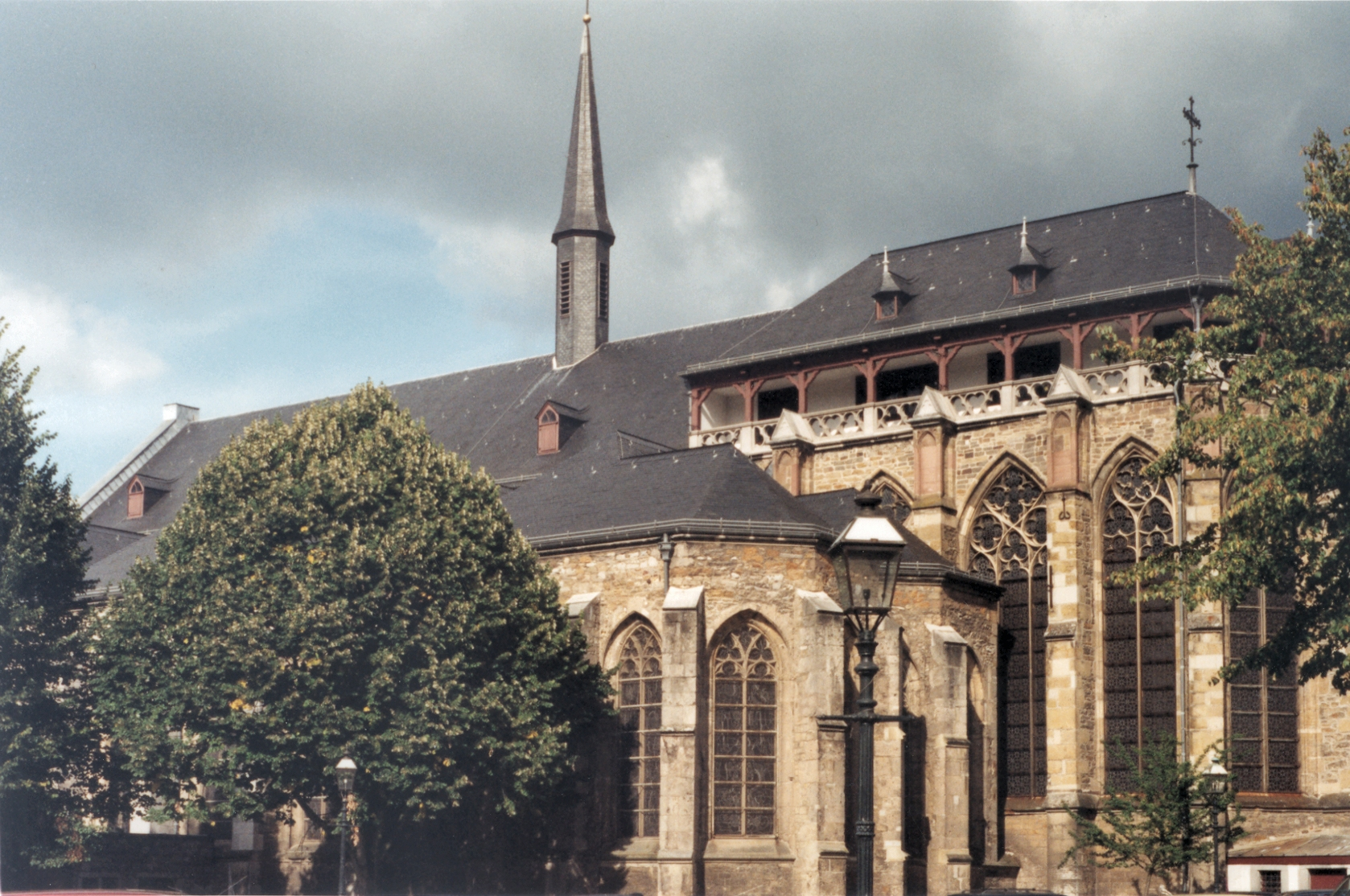
Propsteikirche Kornelimünster

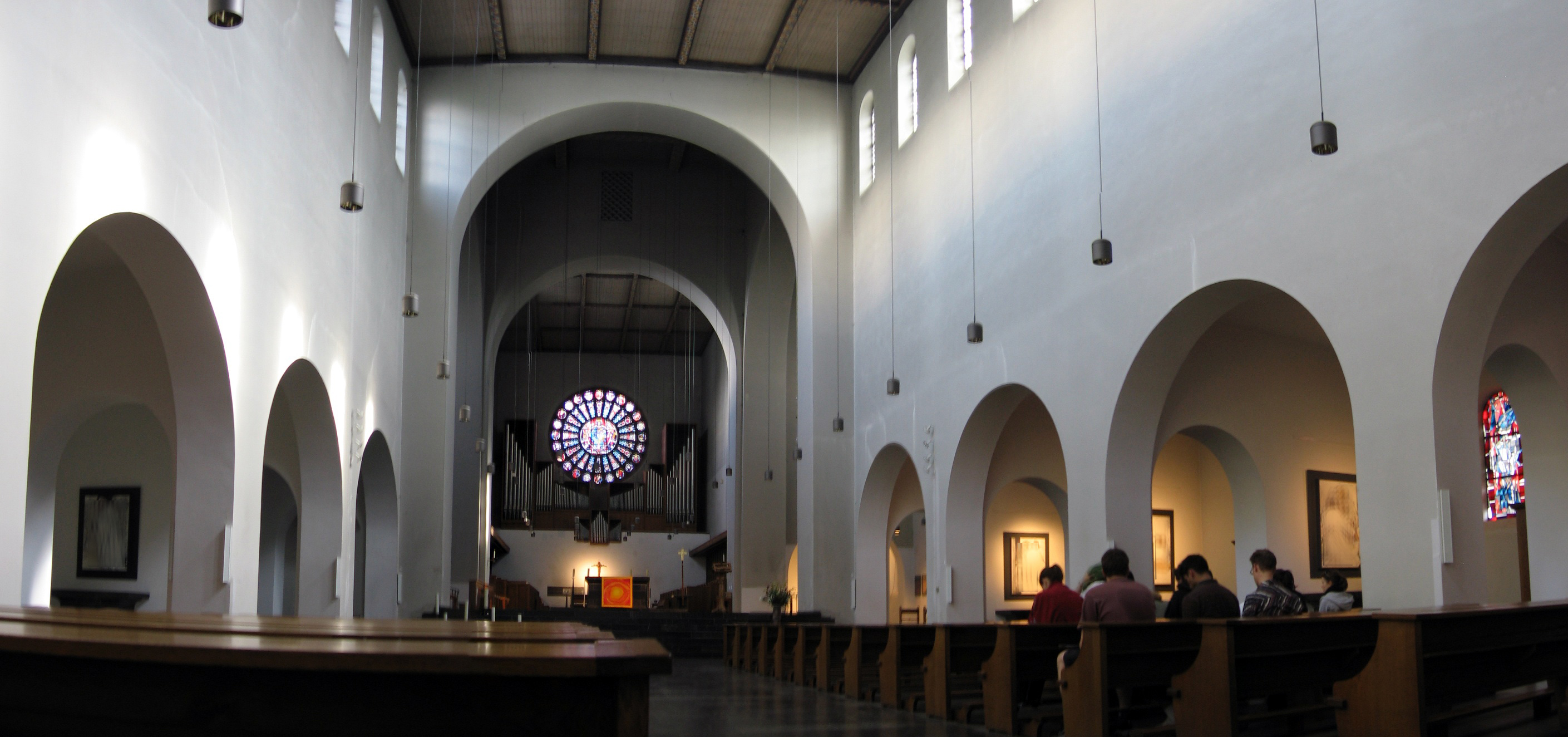
„Neue Abtei“ während der Wallfahrt

Benedikt von Aniane (750–821) gründete um 814 das Kloster Kornelimünster. Als Berater Kaiser Ludwigs des Frommen setzte Benedikt von Aniane die Ordensregel seines Namensvorgängers Benedikt von Nursia (480–547) im Frankenreich als maßgebende Regel für das Mönchsleben durch. Das Kloster war zunächst als Erlöserkloster an der Inde bekannt. Ab dem 12. Jahrhundert führte die Verehrung des Papstes Kornelius († 253) zur Patronats- und Namensänderung in Kornelimünster. Die Reliquienschätze aus der Gründungszeit führten dann im Mittelalter zur Tradition der Kornelioktav und der Heiligtumsfahrt. Die Tradition der Kornelioktav um den Festtag des Heiligen, den 16. September, wurde nach der Aufhebung der Reichsabtei 1802 von der Pfarrgemeinde Kornelimünster weitergeführt.
1906 kamen die Benediktiner wieder nach Kornelimünster und gründeten außerhalb des Ortes die Neue Benediktinerabtei Kornelimünster. Seit der Heiligtumsfahrt 1986 verweisen dort drei große Altarbilder der Künstlerin Janet Brooks Gerloff auf die biblischen Szenen zu den Kornelimünsteraner Reliquien.

## Drei Heiligtümer

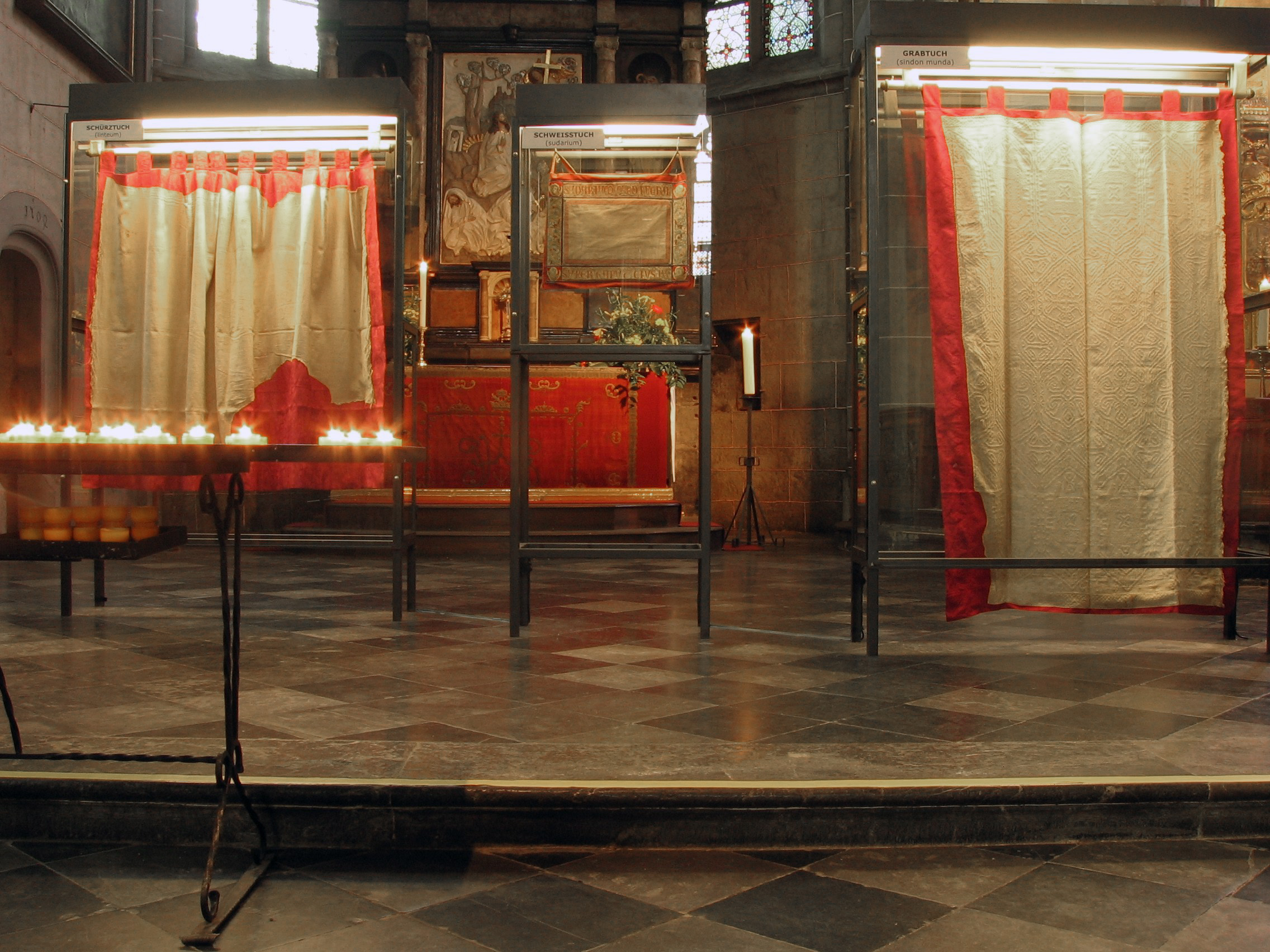
Die Reliquien

Die Heiligtümer in Kornelimünster sind ausschließlich Christusreliquien: Das Schürztuch ist der Überlieferung nach das Tuch, welches sich Jesus umband, als er beim letzten Abendmahl den Jüngern die Füße wusch. Das Grabtuch wurde der Überlieferung nach bei der Grablegung Christi benutzt. Das Schweißtuch soll jenes Tuch sein, welches nach jüdischem Brauch den Kopf des Leichnamens Jesu im Grab umhüllte.
Die drei Tuchreliquien stammen ursprünglich aus dem Reliquienschatz, den Karl der Große seiner Pfalzkapelle geschenkt hatte. Ludwig der Fromme, sein Sohn und Nachfolger, entnahm sie diesem Schatz und schenkte sie Kornelimünster. Während die Heiligtümer in Aachen allerdings in einem kostbaren Schrein aufbewahrt werden, befinden sich die Reliquien in Kornelimünster lediglich in einem einfachen Holzkasten.

## Heiligtumsfahrt
Die drei Heiligtümer, die in enger Beziehung zu den vier Heiligtümern in Aachen stehen, werden wie in Aachen auch in Kornelimünster alle sieben Jahre den Gläubigen gezeigt. In einer Urkunde von 1359 ist zu lesen, dass man zu dem üblichen und biblischen Rhythmus von sieben Jahren überging. Gezeigt wurden die Heiligen Tücher von der äußeren Galerie der im späten Mittelalter errichteten Propsteikirche. Diese Tradition wurde bis heute fortgesetzt. Die letzte Heiligtumsfahrt, bei der die Reliquien im Besitz der Benediktinerabtei waren, fand 1790 statt. Vier Jahre später mussten sie vor den Truppen [der französischen Revolution] nach Paderborn in Sicherheit gebracht werden.

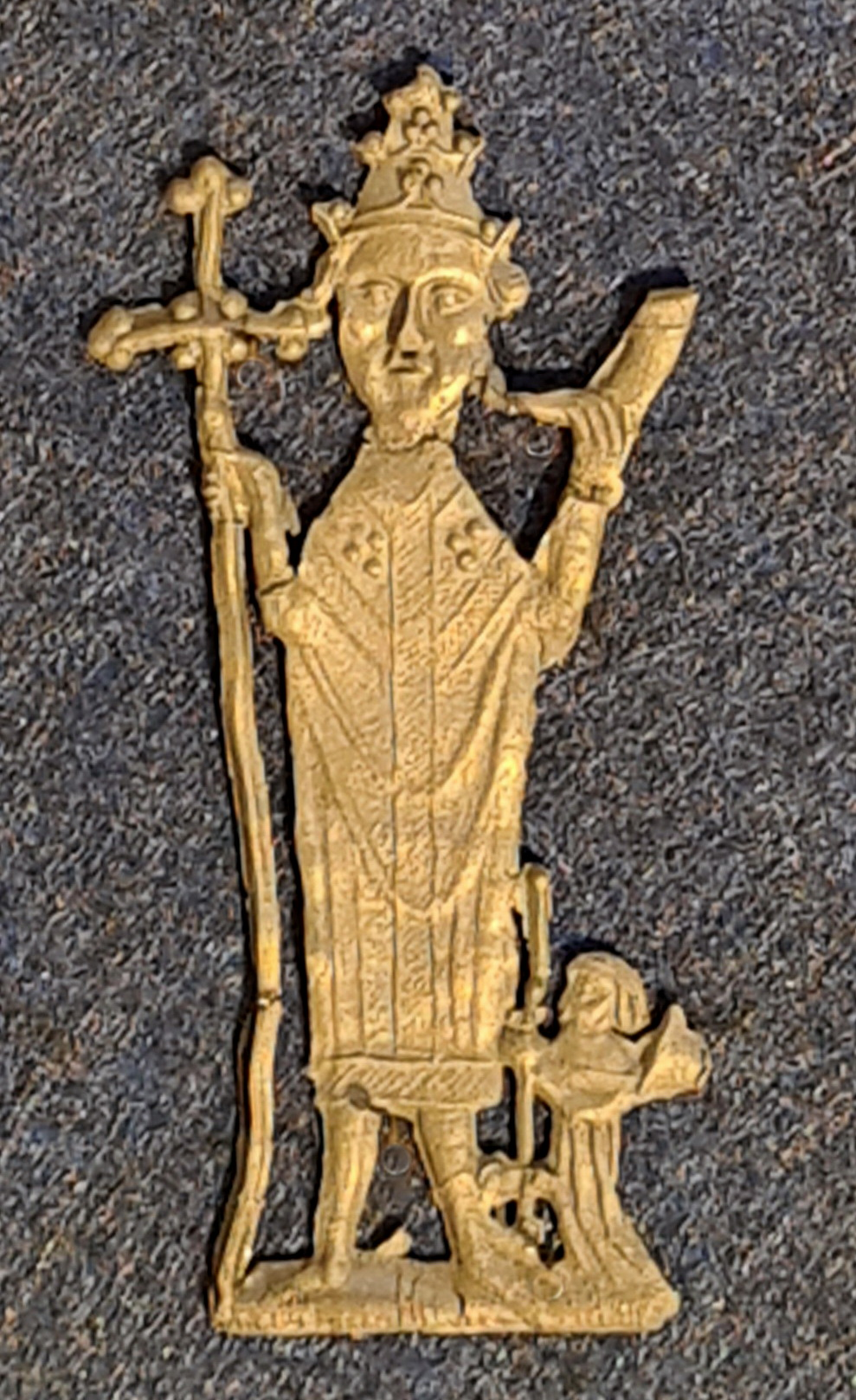
Pilgerzeichen aus Kornelimünster, gefunden in Maastricht

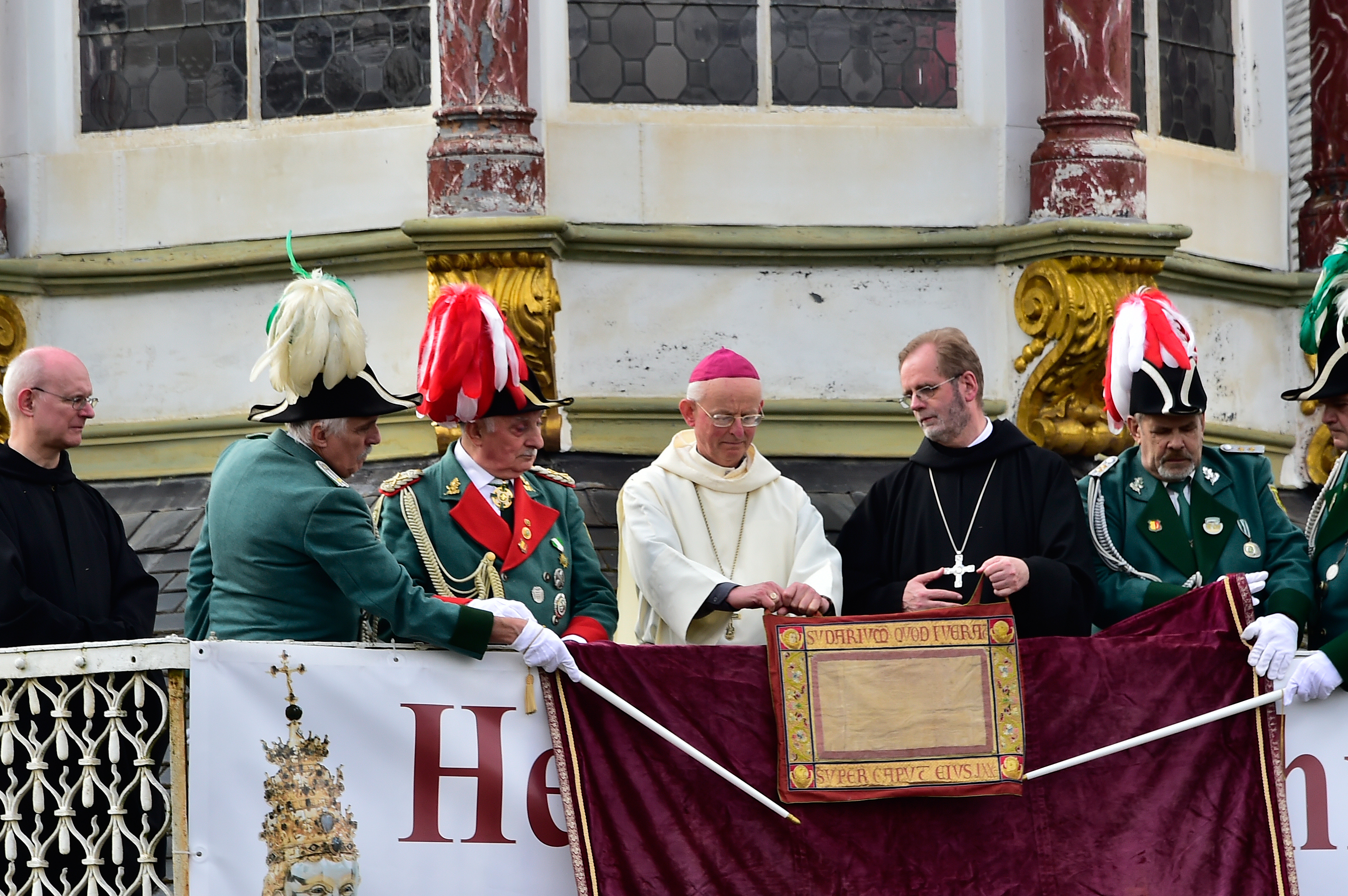
Heiligtumsfahrt 2014

Dem Bischof des ersten Aachener Bistums verdankte Kornelimünster, dass die Heiligtümer der neuen Pfarrei St. Kornelius übergeben wurde. Die Pfarrei wurde damit anstatt des Klosters zum Träger der Wallfahrt. Im Laufe des 19. Jahrhunderts kam es, zunächst zögerlich, zu einem Neuanfang der Heiligtumsfahrten. 1916 fiel die Heiligtumsfahrt wegen des Ersten Weltkrieges aus. 1937 zeigte Bischof Clemens August Graf von Galen die Heiligtümer von Kornelimünster von den Galerien der St.-Kornelius-Kirche. Nach dem Zweiten Weltkrieg wurde die Tradition der Heiligtumsfahrt wieder aufgegriffen und seit 1979 wird die Heiligtumsfahrt unter einen Leitgedanken gestellt. 2007 wurden die Heiligtumsfahrten in Aachen, Kornelimünster und Mönchengladbach durchgeführt.
Die Heiligtumsfahrt Kornelimünster 2014 fand parallel mit der großen Heiligtumsfahrt Aachen vom 20. bis 29. Juni 2014 statt. Sie stand wie auch Aachen unter dem Motto „Glaube in Bewegung“ und feierte zusätzlich das 1200ste Jahr Kornelimünster.
Die für das Jahr 2021 vorgesehene Heiligtumsfahrt unter dem Motto „Für wen haltet ihr mich?“ wurde wegen der Corona-Pandemie gemeinsam mit der Heiligtumsfahrt Aachen um zwei Jahre auf 2023 verschoben. Vom 10. bis 18. Juni und vom 10. bis 17. September 2023 konnte sie schließlich in der frisch restaurierten Propsteikirche St. Kornelius gefeiert werden. Am 17. September 2023 wurden die Heiligtümer durch Propst Andreas Möhlig versiegelt. Die nächste Heiligtumsfahrt wird 2028 stattfinden, um wieder in den siebenjährigen Rhythmus zu gelangen.